# نورمن الینگر
نورمن الینگر (انگلیسی: Norman Allinger؛ زادهٔ ۶ آوریل ۱۹۲۸) دانشمندی در زمینه شیمی محاسباتی اهل ایالات متحده آمریکا است.
وی همچنین برندهٔ جوایزی همچون نشان بنجامین فرانکلین شده‌است.